# 梧桐木
梧桐木（英語：Timber Sycamore）是经美国总统贝拉克·奥巴马授权于2013年启动的由中央情报局（CIA）负责实施的秘密计划，该计划目的是扶持叙利亚反对派武装，迫使叙利亚总统巴沙尔·阿萨德下台。除美国外，约旦、沙特阿拉伯亦参与支持该项目，该项目花费超过十亿美元，最终被美国总统唐納·川普于2017年叫停。

## 历史
2012年夏，美国中央情报局局长戴维·彼得雷乌斯首次提出干预叙利亚的计划，但该提议遭美国总统奥巴马拒绝，后或受约旦国王阿卜杜拉二世和以色列总理本雅明·内塔尼亚胡等人游说而同意授权CIA执行梧桐木计划。
2012年底或2013年初该计划开始实施，CIA开始在约旦和土耳其设立训练基地并训练、武装叙利亚反对派，至2016年底已对一万余人进行军事训练。梧桐木行动期间，叙利亚反政府武装进展显著，叙利亚政府军节节败退，直至2015年俄羅斯在敘利亞內戰的軍事介入，大大缓解了叙利亚政府压力。2017年，美国总统唐納·川普叫停该行动。

## 影响
该行动所用的军火，部分被流入到黑市，并被伊斯兰国、基地组织等恐怖组织和其他反叙利亚武装所用。2015年约旦发生的一起枪击案件造成了多名受害者受伤、死亡，其中包含两名美国人死亡，三名美国人受伤，事后美国联邦调查局的调查显示凶手所使用的枪支系美国梧桐木计划流出。约旦方面表示，有关约旦情报人员参与武器盗窃的指控失实。

## 评价
2025年初，美国國家情報總監图尔西·加巴德表示，贝拉克·奥巴马通过该项目与基地组织合作并武装基地组织以期推翻叙利亚阿薩德政權。